# برلمان مقاطعة كندا
برلمان مقاطعة كندا (بالإنجليزية: Parliament of the Province of Canada)‏ هي الهيئة التشريعية في مقاطعة كندا، تتكون من المجلس الأعلى Legislative Council of the Province of Canada ‏، والمجلس الأدنى Legislative Assembly of the Province of Canada ‏.